# Lactura schenoxantha
Lactura schenoxantha is een vlinder uit de familie van de Lacturidae. De wetenschappelijke naam van de soort is voor het eerst geldig gepubliceerd in 1912 door Schaus.